# John Diebold
John T. Diebold (Weehawken, 8 giugno 1926 – Bedford Hills, 26 dicembre 2005) è stato un imprenditore statunitense pioniere nel campo dell'automazione, fondando The Diebold Group Inc., gruppo che si occupa della consulenza di aziende in tutto il mondo, come a governi degli Stati Uniti d'America e all'estero nel campo della tecnologia informatica.

## Biografia

### Primi anni di vita
Diebold è nato a Weehawken, New Jersey. Si è diplomato con un B.S. in Ingegneria con il premio accademico dal Merchant Marine Academy Stati Uniti nel 1946, a seguito di un servizio in tempo di guerra nella marina mercantile. Ha conseguito un BA con il massimo dei voti in Economia presso Swarthmore College nel 1949, e un MBA con lode presso la Harvard Business School nel 1951.
Quando gli studi presso la Harvard Business School ha accettato il lavoro meno popolare nella sua classe di 600, al fine di lavorare per una ditta dipagamento di consulenza, che in seguito ha acquisito. Dopo la laurea, ha fondato la sua società, in un primo momento a lavorare fuori di casa dove è nato a Weehawken, New Jersey.
Anche se aveva solo 26 anni quando ha scritto il suo primo libro, Automazione, pubblicato da Van Nostrand nel 1952 sulla base di suoi studi presso la Harvard Business School, la ricerca indipendente e la curiosità sempre più persistente su tutto il campo della tecnologia, ha avuto origine molti dei concetti del trattamento dei dati e l'utilizzo che sono accettati oggi sia in automazione e la gestione. Questo libro è stato ristampato invariato il suo 30 ° anniversario come una "gestione classico" dalla American Management Association. Egli è accreditato per aver coniato la parola di automazione nel suo significato attuale, e ha avuto molto a che fare con l'introduzione ad uso generale.